# Les Nuits rouges de Harlem
Pour les articles homonymes, voir Shaft.
Série
Les Nouveaux Exploits de Shaft
(1972)
Pour plus de détails, voir Fiche technique et Distribution.
Les Nuits rouges de Harlem (Shaft) est un film américain réalisé par Gordon Parks et sorti en 1971. C'est le premier opus d'une série de films mettant en vedette le personnage de John Shaft et faisant partie d'un genre cinématographique des années 1970 appelé « blaxploitation ».

## Synopsis
John Shaft est un détective privé afro-américain, qui travaille à Harlem. Solitaire, il ne fait confiance à personne. Un jour, il est engagé par un gros trafiquant de drogue dont la fille a été enlevée. Mais cela n'est que le point de départ de la guerre entre les deux mafias : les Blancs et les Noirs.

## Fiche technique
Sauf indication contraire, les informations mentionnées dans cette section peuvent être confirmées par la base de données cinématographiques IMDb,  présente dans la section « Liens externes ».
- Titre français : Les Nuits Rouges de Harlem
- Titre original : Shaft
- Réalisation : Gordon Parks
- Scénario : John D. F. Black et Ernest Tidyman, d'après le roman Shaft (en) d'Ernest Tidyman
- Musique : Isaac Hayes
- Photographie : Urs Furrer
- Montage : Hugh A. Robertson (en)
- Production : Joel Freeman
- Sociétés de production : Metro-Goldwyn-Mayer et Shaft Productions Ltd.
- Société de distribution : Metro-Goldwyn-Mayer
- Pays de production :  États-Unis
- Langue originale : anglais
- Format : Couleur - mono - 35 mm - 1.85:1
- Genre : policier, action
- Durée : 100 minutes
- Dates de sortie :
  - États-Unis : 2 juillet 1971
  - France : 22 septembre 1971
- Affiches : Raymond Elseviers (Belgique), Enzo Nistri (Italie)

## Distribution
- Richard Roundtree (VF : Sady Rebbot) : John Shaft
- Charles Cioffi (VF : Jacques Marin) : Le lieutenant Vic Androzzi
- Moses Gunn (VF : Bachir Touré) : Bumpy Jonas
- Christopher St. John (VF : Daniel Gall) : Ben Buford
- Drew Bundini Brown (VF : Albert Augier) : Willy
- Gwenn Mitchell : Ellie Moore
- Lawrence Pressman : Le sergent Tom Hannon
- Margaret Warncke : Linda
- Joseph Leon : Byron Leibowitz
- Dominic Barto (de) (VF : Georges Atlas) : Patsy
- Antonio Fargas (VF : Michel Creton) : Bunky
- Gertrude Jeannette (en) (VF : Marie Francey) : la vieille femme
- Ed Bernard : Poerco
- Lee Steele (VF : Georges Atlas) : le vendeur de journaux aveugle
- Gordon Parks (VF : Robert Liensol) : le propriétaire de l'appartement (non crédité)

## Production

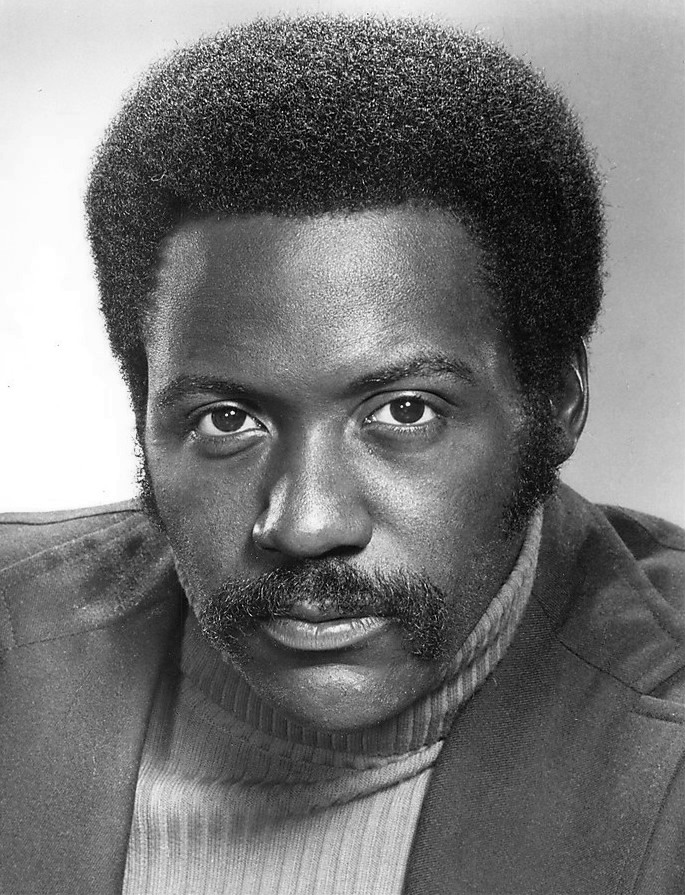
Richard Roundtree, ici en 1973

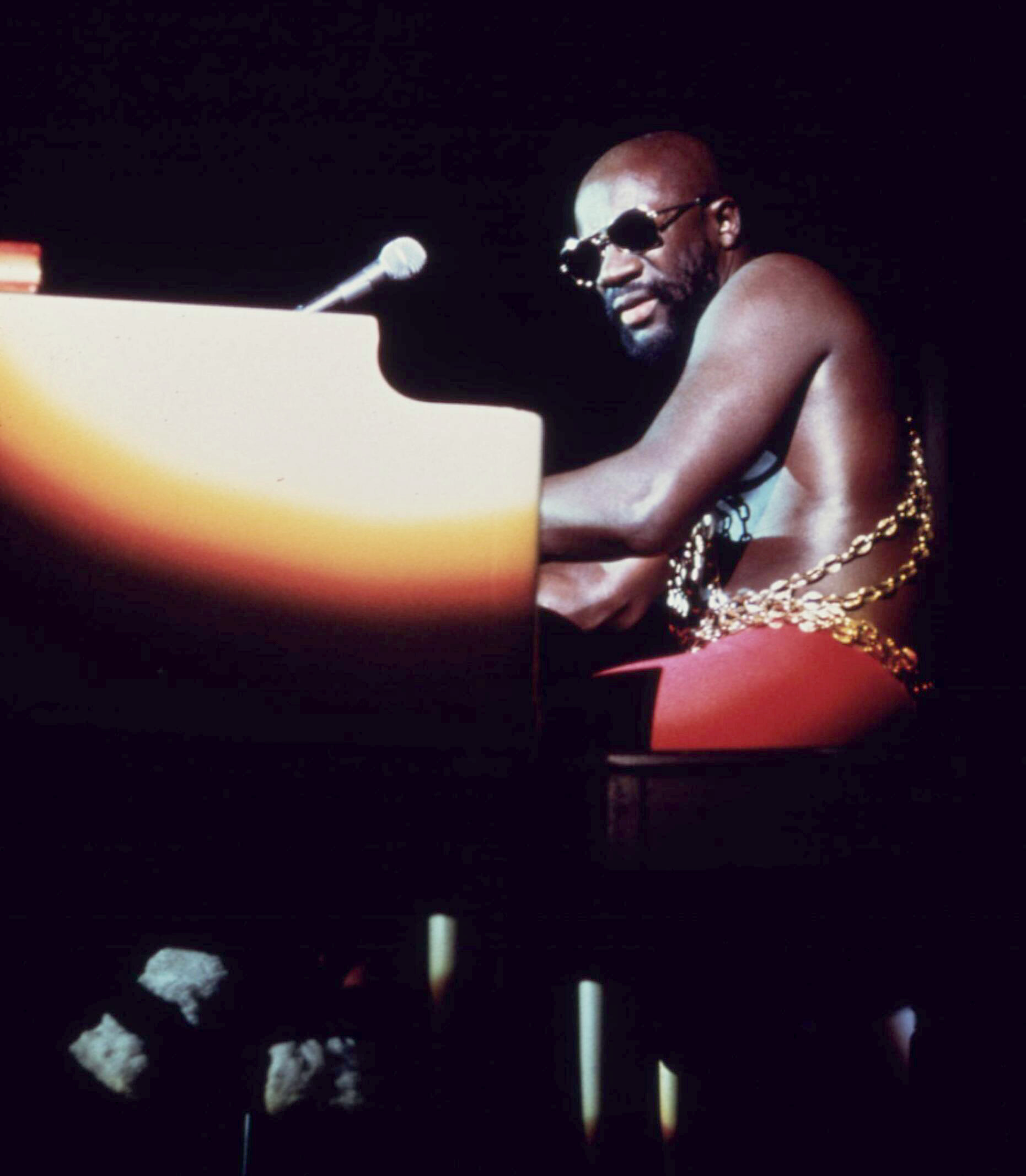
Isaac Hayes, compositeur de la musique du film

### Genèse, développement et attribution des rôles
Le scénario est tiré du roman Shaft (en) d'Ernest Tidyman publié en 1970. Ce dernier, ancien journaliste notamment au New York Post et The New York Times, signe d'ailleurs lui-même l'adaptation, avec le scénariste John D. F. Black.
Ron O'Neal a passé une audition pour le rôle principal mais n'est pas choisi en raison d'une couleur de peau jugée « trop claire ».
Moses Gunn incarne Bumpy Jonas, un gangster inspiré d'Ellsworth Johnson, parrain de Harlem entre les années 1930 et 1960.

### Tournage
Pour réduire le budget, la Metro-Goldwyn-Mayer veut tourner le film à Los Angeles en y recréant en studio le Harlem des années 1970. Cela est décidé quelques semaines seulement avant le début officiel du tournage. Le réalisateur Gordon Parks menace alors de démissionner. Le studio revient alors sur son idée. Le tournage a donc lieu à New York, entre janvier et mars 1971, notamment à Greenwich Village (extérieurs de l'appartement de Shaft). Le tournage a également lieu à Harlem, à Roosevelt Island, sur Hudson Street ou encore sur Times Square.

### Musique
Isaac Hayes qui avait, dans un premier temps, auditionné pour le rôle principal, compose la musique du film. Il remporte l'Oscar de la meilleure chanson originale pour la chanson Theme from Shaft et devient ainsi le premier compositeur noir à recevoir cette récompense.

## Accueil

### Critique
L'accueil critique est partagé. En général, les critiques apprécient le film pour son innovation, son succès et ses effets sur l'industrie cinématographique, aussi bien de la part des journalistes blancs que les noirs. Vincent Canby évoque par ailleurs un film divertissant mais sans trop de qualité. Certains critiques, comme Clayton Riley, regrettent que la vie des Afro-Américains ne soit pas plus prise au sérieux.
Bien des années après sa sortie, le film obtient 89% d'opinions favorables sur l'agrégateur Rotten Tomatoes. De plus, il figure parmi les 1001 films à voir avant de mourir de Steven Jay Schneider, livre paru en 2003.

### Box-office
Les Nuits rouges de Harlem est l'un des trois films rentables pour la MGM en 1971. Le magazine Time évoque alors des recettes astronomiques de 13 millions, pour un budget de 500 000 $. Le Los Angeles Times annonce un budget plus proche du million et des recettes de seulement 4,5 millions sur le sol américain. Selon Variety, en 1976, le film aurait rapporté 7,656 millions de dollars.
En France, le film totalise 569 334 entrées.

## Distinctions

### Récompenses
- Oscars 1972 : meilleure chanson originale pour Theme from Shaft d'Isaac Hayes[14]
- Golden Globes 1972 : meilleure musique pour Isaac Hayes
- National Film Registry 2000 : entrée à la bibliothèque du Congrès

### Nominations
- NAACP Image Awards 1971 : meilleur acteur pour Richard Roundtree et Moses Gunn
- Oscars 1972 : meilleure musique - partition originale pour Isaac Hayes
- Golden Globes 1972 : révélation masculine de l'année pour Richard Roundtree, meilleure chanson originale pour Theme from Shaft d'Isaac Hayes
- British Academy Film Awards 1972 : meilleure musique pour Isaac Hayes
- Grammy Awards 1972 : meilleure composition originale écrite pour un film pour Isaac Hayes

## Clins d’œil
Dans une scène, on peut apercevoir Shaft lisant Essence Magazine, dont le réalisateur Gordon Parks est l'un des créateurs. Par ailleurs, le réalisateur Gordon Parks fait un caméo : il est le propriétaire de l'appartement.

## Série télévisée, suites et héritage

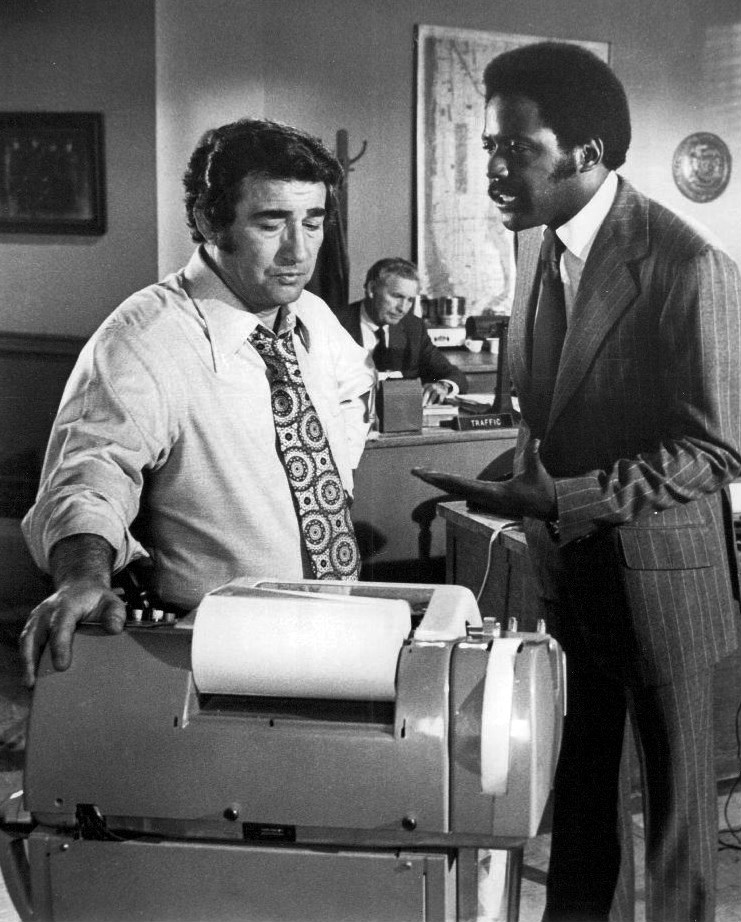
Ed Barth (Al Rossi) et Richard Roundtree (John Shaft) dans l'épisode The Killing de la série télévisée

Les Nuits rouges de Harlem connaîtra deux suites, Les Nouveaux Exploits de Shaft (1972) et Shaft contre les trafiquants d'hommes (1973), toujours avec Richard Roundtree
Une série télévisée en 7 épisodes de 73 minutes, toujours avec Richard Roundtree et la musique d'Isaac Hayes au générique, est diffusée entre 1973 et 1974 dans le cadre du New CBS Tuesday Night Movies sur CBS. En France, la série est diffusée à l'époque sur TF1 et n'est pas rediffusée pendant presque 30 ans. Cependant, en novembre 2006, la série est rediffusée sur la chaîne Ciné Polar.
En 2000 sort le film Shaft, dans lequel Richard Roundtree et Gordon Parks font de courtes apparitions. Samuel L. Jackson y incarne J. P. Shaft, présenté comme le neveu de John Shaft.
En 2019, trois générations de Shaft se croiseront dans Shaft. Richard Roundtree et Samuel L. Jackson reprennent leur rôle du précédent film, alors que Jessie Usher incarne le jeune John Shaft III.